# Lago di Kulunda
Il lago di Kulunda (in russo Кулундинское озеро, Kulundinskoje Ozero) è un lago salato del settore sud-orientale del bassopiano della Siberia Occidentale (territorio dell'Altaj, Russia, Asia).

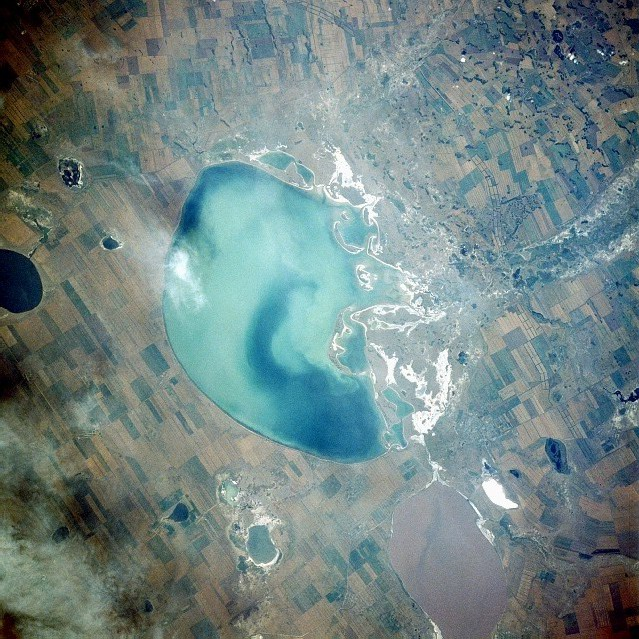
Veduta satellitare del lago.

## Descrizione
È situato in un bacino privo di sbocchi al mare nella steppa di Kulunda e si estende su una superficie di 728 km². Il lago di Kulunda si trova a 98 m di altezza sul livello del mare, ed ha una profondità massima di appena 4 m. Si estende da nord a sud per circa 35 km, e da ovest ad est per 25 km. Le sponde settentrionali e occidentali sono ripide, mentre quella orientale è pianeggiante e paludosa.
Gli unici immissari degni di nota, il Kulunda e il Sujetka, sboccano nel lago provenendo da est. In prossimità del lago, inoltre, giungono in superficie numerose sorgenti artesiane ricche di acqua. A sud, il lago è collegato tramite uno stretto canale con il lago di Kuchuk (Кучукское озеро, Kutschukskoje Ozero), distante circa 6 km e leggermente più profondo.
A causa del suo contenuto di sale (solfato di sodio), in inverno il lago non congela.
Sulle sponde sud-orientali del lago sorgono i due insediamenti di tipo urbano di Blagoveščenka (centro amministrativo del rajon omonimo, con la stazione di Nowoblagoweschtschenka sulla linea ferroviaria Barnaul - Kulunda - Pavlodar, che passa a sud del lago) e Stepnoye Ozero. Le aree non saline intorno al lago di Kulunda vengono sfruttate intensamente per l'agricoltura.